# Lancia IZM
L'Autoblindo Mitragliatrice Lancia Ansaldo IZ, normalment anomenats Lanzia IZ i el segon model Lanzia IZM, van ser dos models de cotxes blindats d'origen italià. Inicialment dissenyat com a vehicle d'observació per a l'artilleria, poc després seria totalment remodelat pel combat com a cotxe blindat.
El primer model, el Lanzia IZ, va ser fabricat per Ansaldo per a la firma Lancia entre el 1916 i el 1918 produint-se'n 10 unitats. Del segon model, el Lanzia IZM que es va començar a muntar el 1918, se'n van fabricar 110.
Usat inicialment a la Primera Guerra Mundial, tot i el seu bon disseny, va combatre poc a causa del terreny muntanyós on es combatia. Posteriorment, al període d'entreguerres i a la Segona Guerra Mundial, també seria utilitzat per a tasques menors.

## Disseny
Desenvolupat per l'enginyer Guido Corni a partir del xassís del camió lleuger Lancia IZ 25 que havia estat subministrat a l'exèrcit el 1912. L'automòbil blindat Lancia IZ va ser construït per la firma Ansaldo de Torí, lliurant-se al Regio Esercito 150 exemplars el 1915; va ser el més comú dels primers automòbils blindats italians, estant d'un avançat disseny per a la seva època. Com armament, el vehicle va ser equipat amb una torreta circular proveïda d'un ajust per a dues metralladores. Els primers 10 vehicles tenien una petita subtorreta damunt, amb una altra metralladora més. Aquesta disposició li donava una potència de foc considerable per a l'època. Com a resultat de l'experiència adquirida durant la Primera Guerra Mundial, es van instal·lar dues guies d'acer sobre la part superior del vehicle per tallar filferro espinós i cables caiguts.
Havent tingut bons resultats amb la primera versió, es va ordenar la producció d'una versió lleugerament modificada (Lancia IZM) o «Model 1918». La principal diferència entre l'IZ i l'IZM era que l'IZ tenia una subtorreta sobre la seva torreta principal, mentre que l'IZM no.
El Lancia IZM va ser el segon lot d'automòbils blindats Ansaldo-Lancia construït. El 1917 es van ordenar 110 vehicles i tots van ser subministrats a la fi del 1918. Algunes vegades és difícil identificar el Lancia IZ original «Model 1916», estant la diferència més obvia el retir de la subtorreta. Això va deixar l'IZM amb una única torreta equipada amb dues metralladores. Altres característiques útils són que els primers IZM usualment tenen dos pneumàtics de recanvi muntats al costat dret del vehicle -a l'IZ anaven muntats sota la part posterior-. Les reixes de refredament i blindatge frontal del motor són lleugerament diferents i hi ha menys espieres al compartiment blindat de la tripulació. Els para-xocs frontals també van ser simplificats. Tanmateix, alguns dels IZ originals van ser modificats a l'estàndard IZM en retirar-los la subtorreta i actualitzant el xassís. Pel que és possible trobar fotografies d'automòbils blindats IZM amb característiques de l'IZ. Els soldats dels Estats Units al Front Italià van entrenar amb aquests vehicles i en van emprar alguns durant la Primera Guerra Mundial.

## En combat

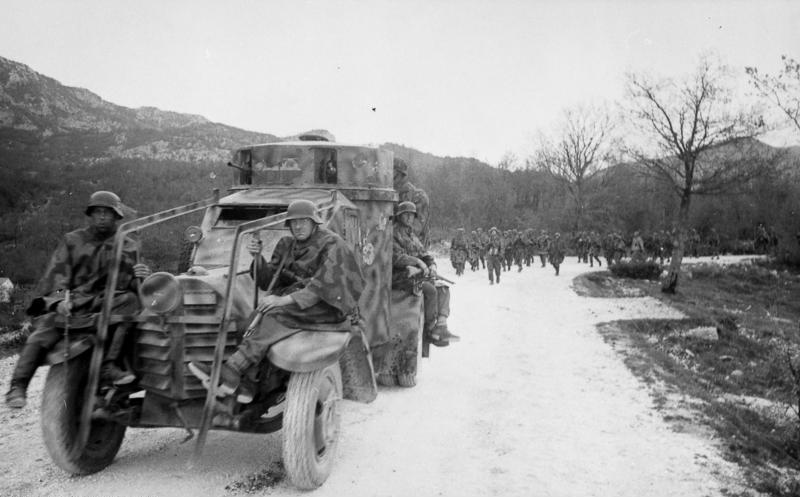
Un obsolet Lancia emprat pels alemanys a Iugoslàvia, 1943 (Lancia IZM Panzerspähwagen, PK 501).

El Lancia IZ/IZM no va ser àmpliament utilitzat a la Primera Guerra Mundial a causa del terreny muntanyós on va combatre el Regio Esercito. Tanmateix, uns quants van ser desplegats al nord d'Itàlia on van combatre contra l'Exèrcit austrohongarès.
Després de la Primera Guerra Mundial, els automòbils blindats Lancia IZ/IZM van ser enviats al Nord de l'Àfrica i a l'Àfrica Oriental per a tasques policíaques. A més a més diversos van ser venuts al Regne d'Albània, on per molts anys van constituir l'única força blindada del país. 16 Lancia IZ/IZM van ser enviats a Espanya durant la Guerra Civil Espanyola i van ser utilitzats pel Corpo Truppe Volontarie (Cos de Tropes Voluntàries, o CVT). Aquests automòbils blindats ja eren obsolets i van servir de poc davant les forces republicanes.
Uns quants automòbils blindats Lancia IZ/IZM encara estaven en servei amb el Regio Esercito durant la Segona Guerra Mundial a Líbia italiana, Àfrica Oriental Italiana i el Dodecanès. El 1940 i el 1941, diversos vehicles van servir durant la Campanya de l'Àfrica Oriental. En alguns casos, vehicles operatius van ser posats en servei per altres forces de l'Eix també després de l'Armistici d'Itàlia.

## Operadors
- Itàlia
- Albània
- Afganistán
- Àustria
- Hongria
- Imperi Austrohongarès
- Imperi Alemany